# Ferdi Taygan
Ferdi Taygan (Worcester, Massachusetts, 28 de diciembre de 1964) es un extenista estadounidense de ascendencia turca que destacó en la especialidad de dobles a principio de los años 1980, ganando 19 títulos, incluido un torneo del Grand Slam, el Torneo de Roland Garros 1982. Llegó a ocupar el octavo puesto del ranking mundial.

## Títulos de dobles (19)
| Resultado | N.º | Año  | Torneo               | Superficie | Pareja           | Rivales en la final              | Marcador            |
| --------- | --- | ---- | -------------------- | ---------- | ---------------- | -------------------------------- | ------------------- |
| Finalista | 1.  | 1979 | Bolonia              | Moqueta    | Fritz Buehning   | Peter Fleming John McEnroe       | 1–6, 1–6            |
| Campeón   | 1.  | 1980 | Washington D. C.     | Moqueta    | Brian Teacher    | Kevin Curren Steve Denton        | 4–6, 6–3, 7–6       |
| Finalista | 2.  | 1980 | Stowe                | Dura       | Ilie Năstase     | Robert Lutz Bernard Mitton       | 4–6, 3–6            |
| Campeón   | 2.  | 1980 | Melbourne Indoor     | Moqueta    | Fritz Buehning   | John Sadri Tim Wilkison          | 6–1, 6–2            |
| Campeón   | 3.  | 1980 | Hong Kong            | Dura       | Peter Fleming    | Bruce Manson Brian Teacher       | 7–5, 6–2            |
| Finalista | 3.  | 1980 | Taipéi               | Moqueta    | John Austin      | Bruce Manson Brian Teacher       | 4–6, 0–6            |
| Campeón   | 4.  | 1980 | Bangkok              | Moqueta    | Brian Teacher    | Tom Okker Dick Stockton          | 7–6, 7–6            |
| Campeón   | 5.  | 1981 | Auckland             | Dura       | Tim Wilkison     | Tony Graham Bill Scanlon         | 7–5, 6–1            |
| Campeón   | 6.  | 1981 | Róterdam             | Dura (i)   | Fritz Buehning   | Gene Mayer Sandy Mayer           | 7–6, 1–6, 6–4       |
| Finalista | 4.  | 1981 | Los Ángeles          | Dura       | John McEnroe     | Tom Gullikson Butch Walts        | 4–6, 4–6            |
| Finalista | 5.  | 1981 | Washington D. C.     | Tierra     | Pavel Složil     | Raúl Ramírez Van Winitsky        | 7–5, 6–7, 6–7       |
| Finalista | 6.  | 1981 | North Conway         | Tierra     | Pavel Složil     | Heinz Günthardt Peter McNamara   | 5–7, 4–6            |
| Campeón   | 7.  | 1981 | Montreal             | Dura       | Raúl Ramírez     | Peter Fleming John McEnroe       | 2–6, 7–6, 6–4       |
| Campeón   | 8.  | 1981 | Cincinnati           | Dura       | John McEnroe     | Robert Lutz Stan Smith           | 7–6, 6–3            |
| Finalista | 7.  | 1981 | Sydney Indoor        | Dura (i)   | Sherwood Stewart | Peter Fleming John McEnroe       | 7–6, 6–7, 1–6       |
| Finalista | 8.  | 1981 | Melbourne Indoor     | Moqueta    | Sherwood Stewart | Paul Kronk Peter McNamara        | 6–3, 3–6, 4–6       |
| Finalista | 9.  | 1981 | Estocolmo            | Dura (i)   | Sherwood Stewart | Kevin Curren Steve Denton        | 7–6, 4–6, 0–6       |
| Campeón   | 9.  | 1981 | Wembley              | Moqueta    | Sherwood Stewart | Peter Fleming John McEnroe       | 7–5, 6–7, 6–4       |
| Campeón   | 10. | 1982 | Ciudad de México WCT | Moqueta    | Sherwood Stewart | Tomáš Šmíd Balázs Taróczy        | 6–4, 7–5            |
| Finalista | 10. | 1982 | Filadelfia           | Moqueta    | Sherwood Stewart | Peter Fleming John McEnroe       | 6–7, 4–6            |
| Campeón   | 11. | 1982 | Los Ángeles          | Dura       | Sherwood Stewart | Bruce Manson Brian Teacher       | 6–1, 6–7, 6–3       |
| Campeón   | 12. | 1982 | Las Vegas            | Dura       | Sherwood Stewart | Carlos Kirmayr Van Winitsky      | 7–6, 6–4            |
| Campeón   | 13. | 1982 | Roland Garros        | Tierra     | Sherwood Stewart | Hans Gildemeister Belus Prajoux  | 7–5, 6–3, 1–1, RET. |
| Campeón   | 14. | 1982 | Gstaad               | Tierra     | Sandy Mayer      | Heinz Günthardt Markus Günthardt | 6–2, 6–3            |
| Campeón   | 15. | 1982 | North Conway         | Tierra     | Sherwood Stewart | Pablo Arraya Eric Fromm          | 6–2, 7–6            |
| Campeón   | 16. | 1982 | Indianápolis         | Tierra     | Sherwood Stewart | Robbie Venter Blaine Willenborg  | 6–4, 7–5            |
| Campeón   | 17. | 1982 | Tokyo Outdoor        | Tierra     | Sherwood Stewart | Tim Gullikson Tom Gullikson      | 6–1, 3–6, 7–6       |
| Finalista | 11. | 1982 | Estocolmo            | Dura (i)   | Sherwood Stewart | Mark Dickson Jan Gunnarsson      | 6–7, 7–6, 4–6       |
| Finalista | 12. | 1982 | São Paulo            | Tierra     | Peter McNamara   | Carlos Kirmayr Cassio Motta      | 3–6, 1–6            |
| Finalista | 13. | 1983 | Lisboa               | Tierra     | Pavel Složil     | Carlos Kirmayr Cassio Motta      | 5–7, 4–6            |
| Finalista | 14. | 1983 | Los Ángeles          | Dura       | Sandy Mayer      | Peter Fleming John McEnroe       | 1–6, 2–6            |
| Finalista | 15. | 1983 | Washington D. C.     | Tierra     | Paul McNamee     | Mark Dickson Cassio Motta        | 2–6, 6–1, 4–6       |
| Campeón   | 18. | 1983 | Montreal             | Dura       | Sandy Mayer      | Tim Gullikson Tom Gullikson      | 6–3, 6–4            |
| Finalista | 16. | 1984 | Indian Wells         | Dura       | Scott Davis      | Bernard Mitton Butch Walts       | 7–5, 3–6, 2–6       |
| Finalista | 17. | 1984 | Madrid               | Moqueta    | Fritz Buehning   | Peter Fleming John McEnroe       | 3–6, 3–6            |
| Finalista | 18. | 1984 | Róterdam             | Moqueta    | Fritz Buehning   | Kevin Curren Wojtek Fibak        | 4–6, 4–6            |
| Finalista | 19. | 1984 | Stuttgart            | Tierra     | Fritz Buehning   | Sandy Mayer Andreas Maurer       | 6–7, 4–6            |
| Campeón   | 19. | 1984 | Washington D. C.     | Tierra     | Pavel Složil     | Drew Gitlin Blaine Willenborg    | 7–6, 6–1            |

## Personal
Ferdi Taygan nació en Massachusetts de padre turco y madre descendiente de bielorrusos. Su padre, Beyazıt, emigró a Estados Unidos para estudiar ingeniería civil. Se especializó en finanzas.
Taygan se casó con Kay Conaway de Birmingham, Alabama en 1983. Tiene dos hijas: Nuray, nacida en 1984 y Shenal, en 1988.